# EU-Arbeitsplatzgrenzwerte
EU-Arbeitsplatzgrenzwerte (englisch EU occupational exposure limits, EU OEL) und biologische Grenzwerte (BGW) können gemäß der Richtlinie 98/24/EG von der EU-Kommission festgelegt werden. Die Richtlinie definiert den Arbeitsplatzgrenzwert als  einen Grenzwert für die zeitlich gewichtete durchschnittliche Konzentration eines chemischen Stoffes in der Luft am Arbeitsplatz in Bezug auf einen gegebenen Referenzzeitraum. Bei dem Referenzzeitraum  handelt es sich üblicherweise entweder um 8 Stunden (englisch eight hours time-weighted-average, TWA) oder 15 Minuten (englisch short-term exposure limit, STEL).
EU-Arbeitsplatzgrenzwerte basierten bis 2019 auf den Empfehlungen des wissenschaftlichen Ausschusses für Grenzwerte berufsbedingter Exposition (SCOEL). 2019 wurde diese Aufgabe dem Ausschuss für Risikobewertung (RAC) übertragen.
Es können zwei Arten von EU-Arbeitsplatzgrenzwerten unterschieden werden: verbindliche Arbeitsplatzgrenzwerte (englisch binding occupational exposure limit values, EU BOELV) und Arbeitsplatz-Richtgrenzwerte (englisch indicative occupational exposure limit values, EU IOELV).

## Verbindliche Arbeitsplatzgrenzwerte (BOELV)
Verbindliche Arbeitsplatzgrenzwerte der EU sind Mindeststandards, die von allen Mitgliedstaaten übernommen werden müssen. Der nationale Grenzwert für einen Arbeitsstoff darf also niedriger (d. h. strenger) sein als der verbindliche Arbeitsplatzgrenzwert, aber er darf nicht höher sein als dieser.
Die verbindlichen Arbeitsplatzgrenzwerte der EU basieren nicht ausschließlich auf wissenschaftlichen Daten zum Gesundheitsschutz, sondern berücksichtigen auch sozioökonomische Aspekte und die technische Machbarkeit. Demnach entsprechen die verbindliche Arbeitsplatzgrenzwerte  der EU z. B. nicht der deutschen Definition des Arbeitsplatzgrenzwertes nach § 2 Abs. 8 der GefStoffV, bei dessen Einhaltung akute oder chronisch schädliche Auswirkungen auf die Gesundheit im Allgemeinen nicht zu erwarten sind. Aus diesem Grund werden sie nicht in der TRGS 900 geführt. In Deutschland werden die verbindlichen Arbeitsplatzgrenzwerte der EU über § 7 Abs. 11 der GefStoffV in nationales Recht überführt.
Bisher wurden in Richtlinien (98/24/EG, 2004/37/EG, 2009/148/EG, 2017/2398/EU, 2019/130/EU und 2022/431/EU) verbindliche Arbeitsplatzgrenzwerte für insgesamt 22 Arbeitsstoffe festgelegt:
| Arbeitsstoff                               | EU-Richtlinie           | BOELV                   | Referenz      |
| ------------------------------------------ | ----------------------- | ----------------------- | ------------- |
| Blei und anorganische Bleiverbindungen     | 98/24/EG                | 0,15 mg/m³              | [ 1 ]         |
| Benzol                                     | 2004/37/EG              | 1 ml/m³                 | [ 14 ]        |
| Hartholzstäube                             | 2004/37/EG 2017/2398/EU | 2 mg/m³ (E)             | [ 14 ] [ 11 ] |
| Vinylchlorid                               | 2004/37/EG 2017/2398/EU | 2,6 mg/m³               | [ 14 ] [ 11 ] |
| Asbest                                     | 2009/148/EG             | 100.000 F/m³            | [ 10 ]        |
| Acrylamid                                  | 2004/37/EG 2017/2398/EU | 0,1 mg/m³               | [ 14 ] [ 11 ] |
| Bromethylen                                | 2004/37/EG 2017/2398/EU | 4,4 mg/m³               | [ 14 ] [ 11 ] |
| 1,3-Butadien                               | 2004/37/EG 2017/2398/EU | 2,2 mg/m³               | [ 14 ] [ 11 ] |
| Chrom (VI)-Verbindungen                    | 2004/37/EG 2017/2398/EU | 0,005 mg/m³ (als Chrom) | [ 14 ] [ 11 ] |
| 1,2-Epoxypropan (Propylenoxid)             | 2004/37/EG 2017/2398/EU | 2,4 mg/m³               | [ 14 ] [ 11 ] |
| Ethylenoxid                                | 2004/37/EG 2017/2398/EU | 1,8 mg/m³               | [ 14 ] [ 11 ] |
| Hydrazin                                   | 2004/37/EG 2017/2398/EU | 0,013 mg/m³             | [ 14 ] [ 11 ] |
| Keramikfasern, feuerfest                   | 2004/37/EG 2017/2398/EU | 0,3 F/ml                | [ 14 ] [ 11 ] |
| 2-Nitropropan                              | 2004/37/EG 2017/2398/EU | 18 mg/m³                | [ 14 ] [ 11 ] |
| Siliciumdioxid, kristallin, alveolengängig | 2004/37/EG 2017/2398/EU | 0,1 mg/m³               | [ 14 ] [ 11 ] |
| o-Toluidin                                 | 2004/37/EG 2017/2398/EU | 0,5 mg/m³               | [ 14 ] [ 11 ] |
| Dieselmotoremissionen                      | 2004/37/EG 2019/130/EU  | 0,05 mg/m³ (EC)         | [ 14 ] [ 12 ] |
| Epichlorhydrin                             | 2004/37/EG 2019/130/EU  | 1,9 mg/m³               | [ 14 ] [ 12 ] |
| Ethylendibromid                            | 2004/37/EG 2019/130/EU  | 0,8 mg/m³               | [ 14 ] [ 12 ] |
| Ethylendichlorid                           | 2004/37/EG 2019/130/EU  | 8,2 mg/m³               | [ 14 ] [ 12 ] |
| 4,4'-Methylendianilin                      | 2004/37/EG 2019/130/EU  | 0,08 mg/m³              | [ 14 ] [ 12 ] |
| Trichlorethylen                            | 2004/37/EG 29/130/EU    | 54,7 mg/m³              | [ 14 ] [ 12 ] |

## Arbeitsplatz-Richtgrenzwerte (IOELV)
Arbeitsplatz-Richtgrenzwerte der EU müssen von den zuständigen nationalen Behörden der Mitgliedstaaten bei der Erlassung von rechtlich bindenden Arbeitsplatzgrenzwerten berücksichtigt werden. Es besteht jedoch keine ausdrückliche Verpflichtung, den Luftgrenzwert exakt in der von der EU-Kommission empfohlenen Höhe zu übernehmen. Arbeitsplatz-Richtgrenzwerte basieren ausschließlich auf wissenschaftlichen Daten zur Gesundheitsgefährdung durch einen bestimmten Arbeitsstoff.
Bisher wurden in vier Richtlinien Arbeitsplatz-Richtgrenzwerte festgelegt:
- Richtlinie 2000/39/EG
- Richtlinie 2006/15/EG
- Richtlinie 2009/161/EG
- Richtlinie (EU) 2017/164
- Richtlinie (EU) 2019/1831

Falls in Deutschland  für einen Arbeitsstoff kein Arbeitsplatzgrenzwert nach TRGS 900 festgelegt ist, kann nach TRGS 402 zur Bewertung der Exposition z. B. der Arbeitsplatz-Richtgrenzwert der EU herangezogen werden.